# Feuerwehr in der Sowjetunion

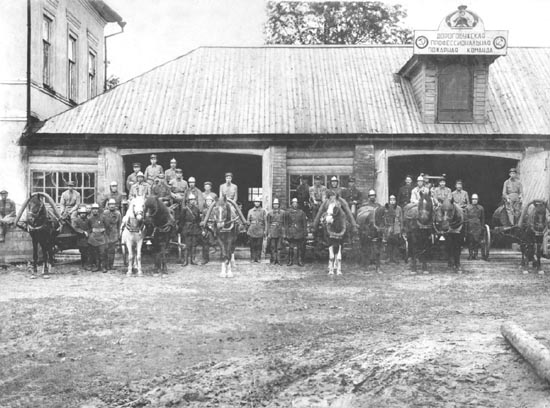
Feuerwehr in Dorogobusch (1920er)

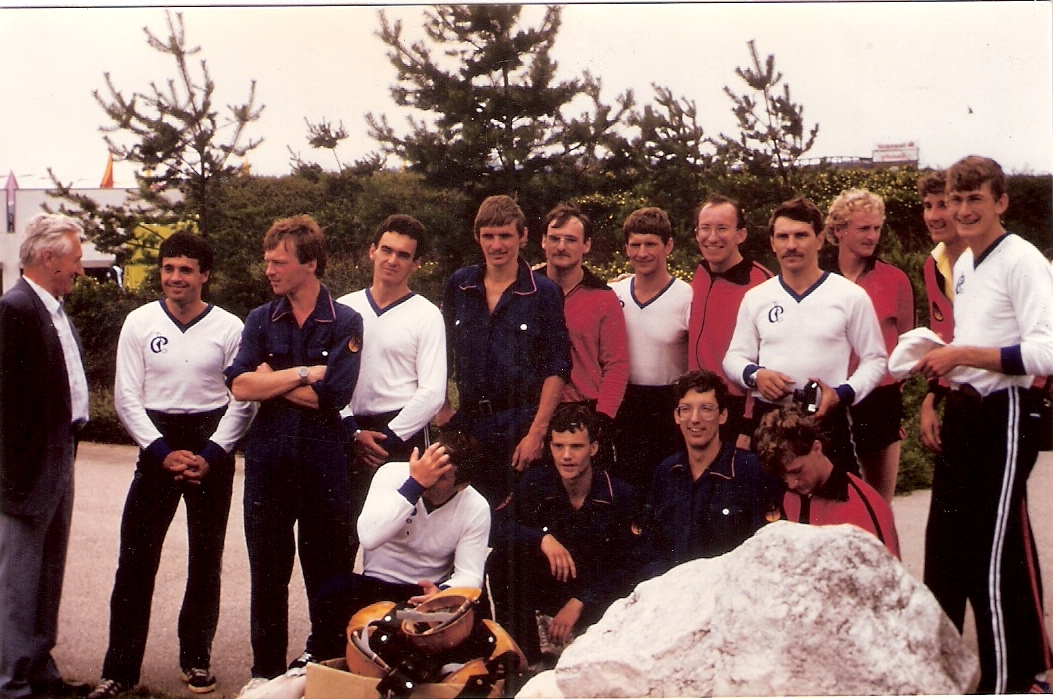
Sowjetische und westdeutsche Feuerwehrwettkämpfer bei der CTIF-Weltmeisterschaft 1985

Die Feuerwehr in der Sowjetunion bestand aus Berufsfeuerwehren und Freiwilligen Feuerwehren in der Zeit von 1917 bis 1991.

## Geschichte
Die erste Feuerwehr in Russland wurde von Zar Alexei Michailowitsch unter unterzeichnetem Dekret mit dem Namen Direktion der städtischen Rettung gegründet, das am 30. April 1649 in Moskau unterzeichnet wurde.
Sechs Monate nach der Oktoberrevolution unterzeichnete Wladimir Lenin am 17. April 1918 ein Dekret über die Organisation von Aktivitäten zur Brandbekämpfung, das als Geburtsdatum der sowjetischen Staatsfeuerwehr gilt. Bis zum Ende der Sowjetunion war die Feuerwehr Teil des Innenministeriums.
Vor dem Hintergrund der riesigen Waldflächen bildete sich in den 1920er Jahren innerhalb der Feuerwehr der Flugschutz der Wälder bzw. Luftbewachung der Wälder Awialessoochrana. Dieser Flugschutz führte dazu, dass in der UdSSR Flugzeuge für kartografische Luftaufnahmen sowie zur Kontrolle von Waldflächen genutzt wurden. Bei diesen Flügen wurden wiederholt Waldbrände entdeckt. Diesem Umstand verdankte die Awialessoochrana ihre Gründung im Juli 1931. Die Awialessoochrana begann 1934 unter der Leitung von G. A. Mokeeva erstmals mit Fallschirmjägern zu experimentieren. Anfangs landeten diese Rauchspringer in besiedelten Gebieten, um die örtlichen Gemeinden zu alarmieren und die örtlichen Feuerwehren zur Bekämpfung der Waldbrände zu mobilisieren. Diese Experimente waren sehr erfolgreich.
Die Feuerwehren der Sowjetunion beteiligten sich erfolgreich bei den alle vier Jahre durchgeführten Internationalen Feuerwehrwettbewerben des Feuerwehrweltverbandes CTIF (Feuerwehrolympiade) stets mit einer Nationalmannschaft der Berufsfeuerwehren. Bei den im Juli 1985 in Vöcklabruck/Österreich stattgefundenen VIII. Internationalen Feuerwehrwettkämpfen des CTIF kam es zu einer Begegnung zwischen der sowjetischen Mannschaft und der Sportwettkampfgruppe der Freiwilligen Feuerwehr aus dem hessischen Beselich-Obertiefenbach.
Derzeit gibt es nach dem Zerfall der Sowjetunion 15 international anerkannte Nachfolgestaaten auf dem Gebiet der UdSSR: Armenien, Aserbaidschan, Belarus, Estland, Georgien, Kasachstan, Kirgisistan, Lettland, Litauen, Moldau, Russland, Tadschikistan, Turkmenistan, Ukraine und Usbekistan, in denen die Gesamtheit der Feuerwehren der Sowjetunion und ihre bisherige Struktur aufgegangen ist.

## Brandbekämpfung
Am 3. August 1936 ereignete sich in Kurscha-2 in der Oblast Rjasan die opferreichste bekannte Waldbrandkatastrophe Europas sowie, nach dem Feuersturm von Peshtigo, die zweitschwerste überlieferte weltweit. In den Pinienwäldern unweit der Arbeitersiedlung war am Tag zuvor aus ungeklärter Ursache ein Brand ausgebrochen. Es wurde ein Zug beordert, um die Bewohner des Ortes zu evakuieren. Nachdem die Menschen die Eisenbahn bestiegen hatten, verzögerte sich die Abfahrt, weil der Zugleiter die Anweisung erteilt hatte, zusätzlich noch Holzstämme aufzuladen. Als der Zug losgefahren war, musste er nach etwa drei Kilometern vor einer brennenden Holzbrücke stoppen und war somit vom Feuer eingeschlossen. Alle Insassen kamen in dem Brand um. Das Feuer von Kurscha-2 forderte Augenzeugenberichten zufolge etwa 1200 Todesopfer und löschte damit die Bevölkerung des Ortes, der regulär mehr als 1000 Saisonarbeiter beherbergte, fast völlig aus. Nur 20 Menschen überlebten. Die ausgerückten Feuerwehren konnten nichts mehr ausrichten.
In den frühen 1970er Jahren initiierte die Sowjetunion ein Projekt zur Konstruktion eines grundlegend neuen Tanklöschfahrzeuges. Man versuchte ein Feuerwehrfahrzeug auf einem serienmäßigen Fahrgestell mit verbesserter Straßenlage, besserer Manövrierbarkeit, höherer Geschwindigkeit und erhöhtem Fahrkomfort als bei den bisher in der Sowjetunion verwendeten Löschfahrzeugen zu entwickeln. Im Zuge des Projektes entstanden in Zusammenarbeit mit dem französischen Feuerwehrfahrzeughersteller Sides bis Ende der 1970er Jahre zwei Prototypen. Einer davon wird noch heute bei der Feuerwehr Sankt Petersburg erhalten.
Die Brandbekämpfung bei der Nuklearkatastrophe von Tschernobyl am 26. April 1986 war der umfangreichste Einsatz auf dem Gebiet der Sowjetunion. Bei 134 Personen, insbesondere bei Kraftwerksbeschäftigten und Feuerwehrleuten, wurde unmittelbar nach dem Ereignis eine Strahlenkrankheit diagnostiziert. 28 von ihnen starben im Jahr 1986 infolge der Strahlenkrankheit, die meisten in den ersten Monaten nach dem Reaktorunfall. In den Jahren 1987 bis 2004 starben 19 weitere von der Strahlenkrankheit betroffene Helfer, einige davon möglicherweise an den Langzeitfolgen der Strahlenkrankheit.
In der Sowjetunion wurde zum Löschen von Ölquellenbränden und zur Schneeräumung von Flugplätzen ein einzelnes MiG-15-Strahltriebwerk verwendet, das auf der Ladefläche eines Lastwagens befestigt war.

## Feuerwehrverband
Der nationale Feuerwehrverband repräsentierte die sowjetischen Feuerwehren mit ihren Feuerwehrangehörigen im Weltfeuerwehrverband CTIF (Comité technique international de prévention et d’extinction du feu). Der Permanente Rat des Weltfeuerwehrverbandes CTIF beschloss im September 1958 die Feuerwehr der Sowjetunion als neues ordentliches Mitglied aufzunehmen. Darüber hinaus bestanden Verbindungen insbesondere zu europäischen Feuerwehrverbänden, wie dem Deutschen Feuerwehrverband.